# علي عبد الله حسين
علي عبد الله حسين (غودلاوي) (بالصومالية: Cali Cabdullaahi Xuseen Guudlaawe)‏ الرئيس الحالي لولاية هيرشبيلي الصومالية.

## خلفية تاريخية
أكمل غودلاوي تعليمه الابتدائي والثانوي في مدينة جوهر، وحفظ القرآن صغيرا ثم حصل على شهادته الجامعية من جامعة الصومال العالمية، شغل منصب رئيس الشؤون المالية للإدارة الإقليمية لمحافظة شبيلي الوسطى خلال إدارة محمد عمر حبيب (طيري) في الفترة ما بين 2001 و2006، وشغل منصب نائب محافظ شبيلي الوسطى معينا من قبل الحكومة الفيدرالية الانتقالية في الفترة ما بين 2007 و2009.
عُين غودلاوي محافظا لـ شبيلي الوسطى وشغل المنصب بين عامي 2014 و2016 واختير رئيسا مؤقتا لولاية هيرشبيلي في عام 2017. 
في أكتوبر 2016 انتخب علي غودلاوي نائبًا لرئيس ولاية هيرشبيلي وقائدا لشرطة الولاية، وكان من مواقفه المعروفة احتجاجه على تعرض مهاجرين صوماليين للتعذيب في ليبيا.
في 11 نوفمبر 2020 انتخب رئيسًا لولاية هيرشبيلي في انتخابات جرت في مدينة جوهر وحصل على 86 من أصوات نواب البرلمان الإقليمي مقابل 13 لمنافسه عبد الرحمن جمعالي عثمان. 